# Św. Roch (obraz Jacopa Tintoretta)
Św. Roch lub Gloryfikacja św. Rocha (wł. San Rocco in Gloria) – jedno z dzieł późnego renesansu, autorstwa włoskiego malarza Jacopa Tintoretta.
Jest to pierwszy obraz jaki został namalowany dla Scuola Grande di San Rocco. Historia opowiada, jak to w 1564 roku ogłoszono konkurs na udekorowanie wnętrza siedziby bractwa, sali dell’Albergo. Większość artystów, w odpowiedzi na konkurs, przedłożyło szkice dekoracji sufitu w Albergo. Jedynie Titoretto, sobie tylko znanym sposobem, w jedną noc namalował obraz i podarował go bractwu nieodpłatnie. Zlecenie na udekorowanie Grande di San Rocco otrzymał i w latach 1564–1587 udekorował dwie kondygnacje budynku malując w nich 35 obrazów.
Na pierwszym planie przedstawiony został św. Roch wśród aniołów, a nad jego głową Bóg z rozpostartymi ramionami. Tintoretto wykorzystał tu śmiałą górną perspektywę.